# جون مكونيل
جون مكونيل (بالإنجليزية: John McConnell)‏ هو مقدم برامج إذاعية وممثل أمريكي، ولد في 13 نوفمبر 1958 بباتون روج في الولايات المتحدة.

## أعمال

### أفلام
- (1994) مقابلة مع مصاص الدماء[2]
- (2000) يا أخي، أين أنت؟[3][4][5]
- (2001) كرة الوحش
- (2005) بسبب ديكسي وين
- (2006) المغادرون[6]
- (2006) ديجا فو[7]
- (2006) طريق المجد
- (2010) جونا هيكس
- (2011) ذا ميكانيك
- (2012)  صياد مصاص الدماء[8]
- (2012) جانغو الحر[9]
- (2012) قتلهم بلطف[10]
- (2012) مسروق[11]
- (2013) عبد لاثني عشر عاما[12][13]
- (2015) المبارزة

## وصلات خارجية
- جون مكونيل على موقع IMDb (الإنجليزية)
- جون مكونيل على موقع قاعدة بيانات الأفلام العربية
- جون مكونيل على موقع ألو سيني (الفرنسية)
- جون مكونيل على موقع ميوزك برينز (الإنجليزية)
- جون مكونيل على موقع أول موفي (الإنجليزية)
- جون مكونيل على موقع أول موفي (الإنجليزية)
- جون مكونيل على موقع قاعدة بيانات الأفلام السويدية (السويدية)
- جون مكونيل على موقع قاعدة بيانات الفيلم (الإنجليزية)
- جون مكونيل على موقع كينوبويسك (الروسية)